# Kafr Saghir
Kafr Saghir (arab. كفر صغير) – miejscowość w Syrii, w muhafazie Aleppo. W 2004 roku liczyła 3130 mieszkańców.